# Embalse de Urbieta
El embalse de Urbieta es el embalse de la península ibérica que más cerca se encuentra del mar, ya que solo le separan unos 200 metros de la costa del mar Cantábrico. 
Su construcción estaba vinculada al proyecto de la Central nuclear de Lemóniz, la cual nunca se puso en servicio, por tanto, el uso industrial de este embalse nunca fue aprovechado.